# لشکر ۵۵ پیاده (لانکاشر غربی)
لشکر ۵۵ پیاده لانکاشر غربی (انگلیسی: 55th) لشکر پیاده‌نظام موتوریزه نیروی زمینی بریتانیا بود، که در سال ۱۹۲۰ تأسیس شد و در سال ۱۹۴۵ منحل گردید.
لشکر ۵۵ پیاده لنکشایر غربی یک لشکر پیاده نظام از ارتش سرزمینی ارتش بریتانیا بود که در سال ۱۹۲۰ تشکیل شد و در طول جنگ جهانی دوم وجود داشت، اگرچه در هیچ جنگی شرکت نکرد. این لشکر در ابتدا در سال ۱۹۰۸ به عنوان لشکر غرب لنکشایر، بخشی از نیروی سرزمینی ارتش بریتانیا، تشکیل شده بود. این لشکر در جنگ جهانی اول، به عنوان لشکر ۵۵ (لنکشایر غربی) جنگید و پس از جنگ منحل شد. در سال ۱۹۲۰، لشکر ۵۵ (لنکشایر غربی) شروع به اصلاح کرد. این لشکر در طول دهه‌های ۱۹۲۰ و ۱۹۳۰ در شهرستان لنکشایر مستقر بود و با کمبود بودجه و پرسنل مواجه بود. در اواخر دهه ۱۹۳۰، این لشکر از سه تیپ پیاده نظام به دو تیپ کاهش یافت و برخی از توپخانه و سایر واحدهای پشتیبانی را واگذار کرد تا به یک تشکیلات موتوری، لشکر موتوری ۵۵ (لنکشایر غربی) تبدیل شود. این بخشی از تغییر دکترین ارتش بریتانیا بود که با هدف افزایش تحرک در میدان نبرد طراحی شده بود.
پس از اشغال چکسلواکی توسط آلمان، این لشکر واحدهای جدیدی را حول کادر پرسنل خود ایجاد کرد، فرآیندی که "تکثیر" نامیده می‌شود. سپس این لشکر از این تشکیلات جدید برای ایجاد "تکثیر" خود، لشکر موتوری ۵۹ (استافوردشایر) استفاده کرد. لشکر ۵۵ پس از شروع جنگ جهانی دوم در بریتانیا و در نقش دفاعی باقی ماند. در سال ۱۹۴۰، پس از نبرد فرانسه، مفهوم لشکر موتوری کنار گذاشته شد. این لشکر تیپ سوم پیاده نظام خود را بازیابی کرد و به لشکر پیاده نظام ۵۵ (لنکاشر غربی) تبدیل شد. این لشکر در بریتانیا باقی ماند، برای عملیات آینده و همچنین آموزش جایگزین‌های واحدهای رزمی آموزش دید و به وظایف ضد تهاجم اختصاص یافت. تا سال ۱۹۴۴، این لشکر از بسیاری از دارایی‌های خود تخلیه شده بود. بقایای این لشکر در عملیات استقامت، یک تلاش فریب که از حمله متفقین به فرانسه پشتیبانی می‌کرد، مورد استفاده قرار گرفت. در پایان جنگ، این لشکر منحل شد و هیچ گونه بازسازی و نوسازی در آن صورت نگرفت.